# Медіо-Кампідано (провінція)
Провінція Медіо-Кампідано (італ. Provincia del Medio Campidano) — провінція в Італії, у регіоні Сардинія. 
Площа провінції — 1 516 км², населення — 101 569 осіб.
Адміністративні центри провінції — міста Санлурі та Віллачідро.

## Географія

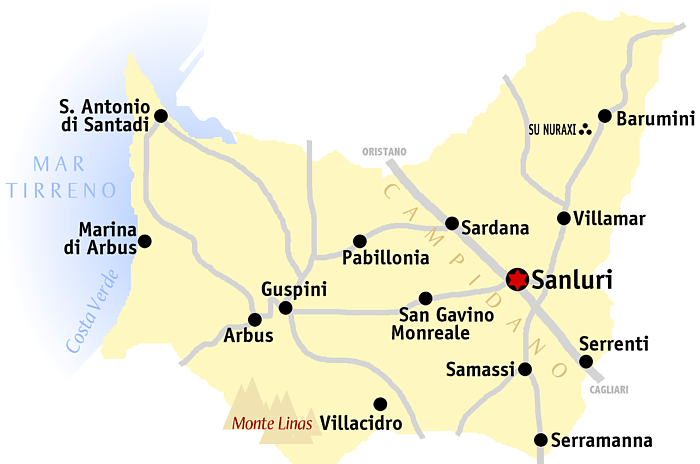
Мапа провінції

## Основні муніципалітети
Найбільші за кількістю мешканців муніципалітети (ISTAT):
- Віллачідро - 14.599 осіб
- Гуспіні - 12.528 осіб
- Серраманна - 9.364 осіб
- Сан-Гавіно-Монреале - 9.205 осіб
- Санлурі - 8.525 осіб